# Lettre de marque

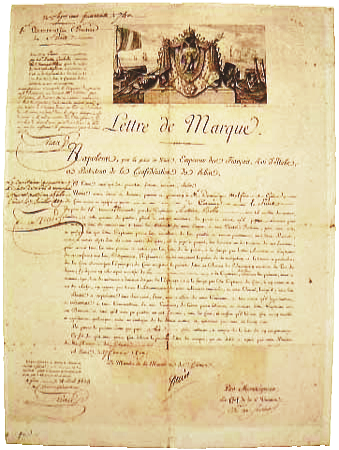
Lettre de marque instituant corsaire le capitaine Antoine Bollo, le 27 février 1809.

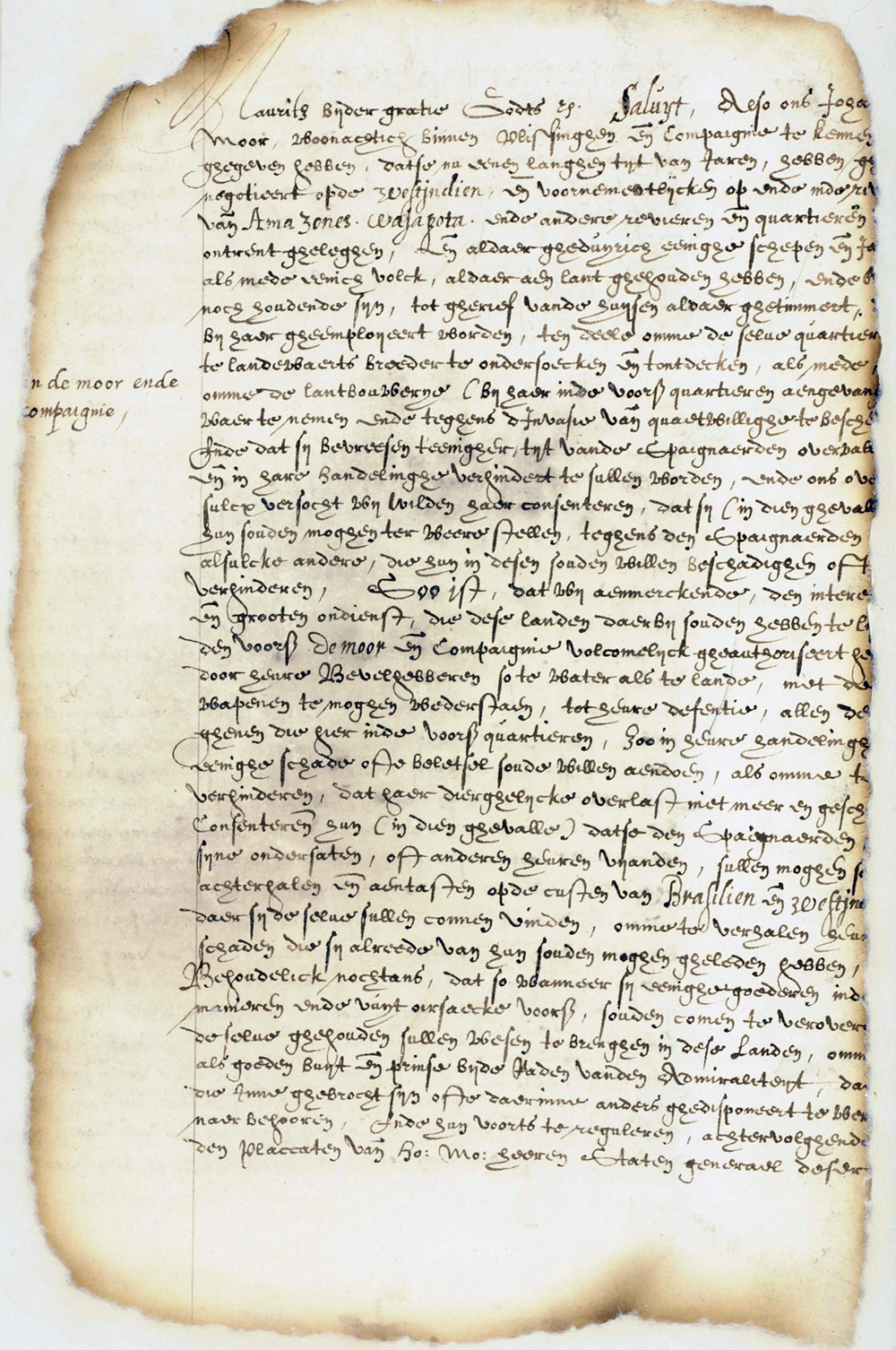
Copie d'une lettre de marque émise par Maurice de Nassau à capitaine Johan de Moor de Flessingue pour l'Amérique du Sud, 1 juin 1618, page 1

Une lettre de marque ou lettre de course ou lettre de commission est une lettre patente d'un souverain permettant à un capitaine et son équipage de rechercher, attaquer, saisir et détruire les navires ou les équipements d'une nation adverse dans les eaux territoriales internationales ou étrangères.
Le détenteur de cette autorisation est autorisé à « courir sus » aux ennemis de son pays en temps de guerre. Il doit remplir de nombreuses conditions pour bénéficier de ce statut de corsaire, notamment en ce qui concerne la déclaration des prises, et le fait de traiter les équipages et les passagers des navires comme des prisonniers de guerre. Les corsaires capturés sont considérés aussi comme prisonniers de guerre et non comme des pirates.

## Historique
Les lettres de marque ont leur origine dans la pratique au Moyen Âge d'autoriser des représailles en cas de déni de justice. La victime d'un vol en mer avait le droit de reprendre ses propres biens, ou l'équivalent, sur son agresseur, ses parents ou ses amis. 
Au temps de Louis XIV, et plus tard, les lettres de marque ont surtout servi de contrats invitant les corsaires à lancer des raids sur les navires marchands de pays concurrents. Le roi pouvait même participer à la guerre de course en prêtant des vaisseaux, par exemple à Duguay-Trouin pour l'attaque contre Rio de Janeiro en 1711. En France, la pratique était strictement réglementée par les ordonnances de la Marine de Colbert.
La « course » a été abolie en 1856 par la déclaration de Paris. Cependant, les États-Unis n'en sont pas signataires. Selon la constitution américaine, le Congrès conserve le droit de « déclarer la guerre, d'accorder des lettres de marque et de représailles et d'établir des règlements concernant les prises sur terre et sur mer » (Article 1, section VIII).
L'administration Bush, après les attentats du 11 septembre 2001, a souhaité renforcer le droit constitutionnel de prises en mer en voulant faire voter une loi, September 11 Marque and Reprisal Actes of 2001, qui autorise le département d'État à octroyer des lettres de marque sans attendre l'aval du Congrès. Ainsi des personnes ou des sociétés pourraient se voir confier des missions militaires navales offensives. Mais ce texte n'a pas été adopté. D'autres tentatives de conférer au président des États-Unis le droit d'octroyer des lettres de marque ont été débattues au Congrès en 2007 et 2009, mais n'aboutirent pas.

## Thèmes de films
- Master and Commander : De l'autre côté du monde